# Lophocebus opdenboschi
Il cercocebo di Opdenbosch (Lophocebus opdenboschi) è un primate della famiglia delle Cercopithecidae.

## Descrizione
Questa specie è molto simile al cercocebo dal ciuffo, del quale era considerata (e da alcuni lo è ancora) una sottospecie. Entrambe le specie hanno il corpo nero e il caratteristico ciuffo, ma quello del cercocebo di Opdenbosch non ha la forma appuntita caratteristica dell'altra specie. Inoltre i peli ai lati del muso sono incurvati e non sono grigi.

## Distribuzione e habitat
L'areale copre la parte sudoccidentale della Repubblica Democratica del Congo e alcune zone adiacenti in Angola.
L'habitat è la foresta pluviale tropicale.

## Biologia
Le abitudini sono poco note, ma probabilmente coincidono con quelle di L. aterrimus. Si pensa quindi che conduca vita arboricola scendendo raramente al suolo e viva in gruppi territoriali formati da uno o più maschi adulti, diverse femmine e giovani.
La dieta probabilmente consiste prevalentemente di frutta, ma anche di altri vegetali, insetti e altri piccoli animali.

## Conservazione
Secondo la IUCN non vi sono dati sufficienti per stimare il grado di pericolo di questa che è considerata una sottospecie di Lophocebus aterrimus.